# Junta Democràtica d'Espanya
Junta Democràtica d'Espanya fou creada el 29 de juliol 1974 a París i impulsada pel Partit Comunista d'Espanya (PCE), liderat per Santiago Carrillo. En ella va estar integrat el Partit del Treball d'Espanya, el Partit Carlí, Comissions Obreres, el Partido Socialista Popular d'Enrique Tierno Galván, i personatges de significació, com Rafael Calvo Serer, Antonio García-Trevijano Forte i l'intel·lectual progressista José Vidal Beneyto.

## Gestació de la Junta Democràtica d'Espanya
És el primer gran organisme que, amb un programa polític rupturista, tracta de mobilitzar unitàriament l'oposició antifranquista. El seu origen està en els contactes que l'advocat Antonio García Trevijano realitza amb diverses persones de partits polítics, els quals decideixen formar la JD són la ASA d'Alejandro Rojas Marcos, el PSP, el PCE, juntament amb una nodrida representació d'independents, Comissions Obreres i associacions judicials professionals, de veïns, etc.
La presentació pública de la JDE es realitza simultàniament el 29 de juliol de 1974, a París i Madrid, en un context de crisi del Règim, marcat per la tromboflebitis de Francisco Franco, que es troba hospitalitzat des del dia 9 de juliol i per l'assumpció de la Prefectura de l'Estat interina del Príncep d'Espanya. En la presentació parisenca apareixen Calvo Serer i Carrillo, de manera que es visualitzi l'oposició interior i exterior La integració del PC es realitza al setembre de 1974 i posteriorment ho fa el PCE(i), després de canviar el seu nom pel de PTE, al febrer de 1975. El Partit Carlí poc temps després va abandonar la Junta.

### Els 12 punts de la Junta Democràtica d'Espanya
Els dotze punts del seu programa eren els següents: 
1. La formació d'un govern provisional que substitueixi a l'actual, per a retornar a l'home i a la dona espanyols, majors de divuit anys, la seva plena ciutadania mitjançant el reconeixement legal de totes les llibertats, drets i deures democràtics.
2. L'amnistia absoluta de totes les responsabilitats per fets de naturalesa política i l'alliberament immediat de tots els detinguts per raons polítiques o sindicals. # La legalització dels partits polítics, sense exclusions.
3. La legalització de tots els partits polítics, sense exclusions.
4. La llibertat sindical i la restitució al moviment obrer del patrimoni del Sindicat Vertical.
5. Els drets de vaga, de reunió i de manifestació pacífica.
6. La llibertat de premsa, de ràdio, d'opinió i d'informació objectiva dels mitjans estatals de comunicació social, especialment en la televisió.
7. La independència i la unitat jurisdiccional de la funció judicial.
8. La neutralitat política i la professionalitat, exclusivament militar per a la defensa exterior, de les Forces Armades:
9. El reconeixement, sota la unitat de l'Estat espanyol, de la personalitat política dels pobles català, basc, gallec i de les comunitats regionals que ho decideixin democràticament.
10. La separació de l'Església i de l'Estat.
11. La celebració d'una consulta popular, entre els dotze i els divuit mesos –contats a des del dia de la restauració de les llibertats democràtiques-, amb totes les garanties de llibertat, igualtat d'oportunitats i imparcialitat, per a triar la forma definitiva de l'Estat.
12. La integració d'Espanya en les Comunitats europees, el respecte als acords internacionals i el reconeixement del principi de la coexistència pacífica internacional.

### Desenvolupament de la Junta Democràtica d'Espanya
La Junta Democràtica va aconseguir molt aviat un important suport polític i social de masses, com es va posar de manifest a través de diverses mobilitzacions que es van portar a terme en diversos llocs del país, com les jornades del 3, 4 i 5 de juny de 1975 a Madrid. La característica de la JD és la seva articulació organitzativa en Juntes Democràtiques locals i sectorials, que proposava convertir a aquesta en un veritable moviment de masses, amb accions territorials. L'activitat de la JD es dirigia d'una banda al poble, d'altra banda als poders fàctics, amb múltiples contactes amb empresaris, militars o autoritats eclesiàstiques. Tampoc s'oblidava la dimensió internacional, amb relacions amb les autoritats de la CEE, amb l'ambaixador dels EUA. a Madrid o amb els presidents d'Algèria, Mèxic, Romania i Veneçuela.
L'11 de juny de 1975 es crea la Plataforma de Convergència Democràtica, encapçalada pel Partit Socialista Obrer Espanyol (PSOE), a pesar que s'havia portat a terme tant des de la Junta com des del mateix PCE converses amb el PSOE i amb Izquierda Democrática, grup democristià liderat per Ruiz-Giménez per a assolir un organisme unitari de l'oposició. En aquesta Plataforma figuraven al costat del PSOE, la ja citada Izquierda Democrática que formava part de l'equip espanyol de la Democràcia Cristiana, el Moviment Comunista, l'Organització Revolucionària de Treballadors (ORT) i la Unión Social-Demócrata Española. Poc després, ingressaria el Partit Carlí i es marxaria la ORT. La Comissió Coordinadora de Forces Polítiques de Catalunya havia decidit no incorporar-se a cap organització unitària de caràcter estatal, i mantenia relacions tant amb la Junta com amb la Plataforma. El Partit Nacionalista Basc (PNB) conversava amb tots i no s'unia a ningú, ni tan sols a Euskadi. Junta i Plataforma van constituir al març de 1976 Coordinació Democràtica (CD), més coneguda com a Platajunta. El 23 d'octubre es forma la Plataforma d'Organitzacions Democràtiques (POD) que incloïa a més a forces nacionalistes i estava constituïda per CD i l'Assemblea de Catalunya, la Assembleea Democràtica de les Illes Balears (formada amb la unió de les Assemblees Democràtiques de Mallorca, Menorca, Eivissa i Formentera), la Coordinadora de Forces Democràtiques de Canàries, la Táboa Democrática de Galicia i la Taula de Forces Polítiques i Sindicals del País Valencià.

## Actualitat
Al desembre de 2020 es crea una associació amb la mateixa denominació, Junta Democràtica d'Espanya (JDE), amb la missió, segons Rubén Gisbert Fraile, el seu fundador i actual president, de concloure la missió de la Junta Democràtica original de 1974. Aquesta associació civil, el seu manifest, promou la reforma del règim polític espanyol. Els seus principis fonamentals són l'establiment d'un sistema d'elecció directa dels representants polítics, la separació de poders d'origen entre el legislatiu i l'executiu, i la independència del poder judicial.
Segons la Junta Democràtica d'Espanya, aquesta separació de poders no existeix ni de facto ni de iure, degut a la contaminació que produeixen els partits polítics a la presa de decisions del poder executiu, legislatiu o el Tribunal Constitucional. A l'actualitat són els partits polítics els qui conformen les llistes electorals, els membres del poder legislatiu (diputats i senadors) són subscrits en la seva majoria a partits (on existeix disciplina del vot), els diputats escullen al President del Govern, els membres del Consell de Ministres també està associat als mateixos partits, i els membres del Tribunal Constitucional són proposats alhora pel Congrés i Senat. Això evitaria el desenvolupament d'una democràcia amb separació de poders, entesa com democràcia formal.